# Daniel Hernández Trejo
Daniel Hernández Trejo (sinh ngày 16 tháng 2 năm 1994 ở San Juan del Río, Querétaro) là một cầu thủ bóng đá người México hiện tại thi đấu cho Atlante.